# Andrea del Verrocchio
Andrea del Verrocchio, właśc. Andrea di Michele di Francesco de’ Cioni (ur. 1435 we Florencji, zm. 7 października 1488 w Wenecji) – włoski rzeźbiarz, malarz i złotnik renesansowy, przedstawiciel quattrocenta florenckiego.

## Życiorys
Nazywał się Andrea di Michele di Francesco de’ Cioni, jednak zdecydował się przyjąć nazwisko swojego mistrza, złotnika Verrocchia. Urodził się w 1435 roku, w źródłach pojawiają się również daty 1434 i 1437. Pochodził z rodziny złotników (według innego źródła jego ojciec był garncarzem), sam zasłynął najbardziej z twórczości w brązie. Był uczniem Donatella. Sam był nauczycielem Leonarda da Vinci, Sandra Botticellego, Pietra Perugina, Lorenza di Crediego, Francesca di Simonego, Francesca Botticiniego, Biagia d’Antonia, Agnolo di Polo. Verrocchio pracował głównie dla Medyceuszów. Jego warsztat uchodził za jeden z najznakomitszych we Florencji.
Jako siedemnastolatek uczestniczył w konkursie rzeźbiarskim dla katedry w Orvieto. Rywalizował z Desiderim da Settignano i Giulianem da Maiano. Do 1472 roku pracował nad pomnikami nagrobnymi Medyceuszy. W 1468 roku otrzymał zlecenie na osadzenie na kopule katedry Santa Maria del Fiore we Florencji miedzianej kuli. Kulę zamocowano 30 maja 1471 lub 28 maja 1472 roku.
Według anegdoty podawanej przez Vasariego tuż po ukończeniu Chrztu Chrystusa Verrocchio, nie mogąc rywalizować z utalentowanym Leonardem da Vinci, zarzucił malarstwo i skupił się wyłącznie na rzeźbie. Niektóre źródła dodają przy anegdocie, że Verrochio miał połamać pędzle. Według późniejszych badań Verrochio faktycznie nie namalował samodzielnie żadnego obrazu, jednak malował obrazy ze swoimi uczniami. Opowieść ta uchodzi za legendę. Zdaniem Kennetha Clarka Verrochio mając zdolnego ucznia mógł powierzyć mu prace malarskie, samemu skupiając się na rzeźbie.

## Twórczość
Jego najbardziej znane rzeźby z brązu to Putto z delfinem, Dawid i konny posąg Bartolomeo Colleoniego w Wenecji; jego prace z terakoty obejmują piękne popiersie portretowe Wawrzyńca Wspaniałego (National Gallery of Art, Waszyngton). W warsztacie Verrocchio powstało wiele obrazów, takich jak np. Madonna z Dzieciątkiem i dwoma aniołami (National Gallery w Londynie), ale żaden z zachowanych obrazów nie jest samodzielnym dziełem Verrocchia i nie wiadomo jaki był udział jego uczniów w ich namalowaniu. Pozostało natomiast wiele mistrzowskich rysunków piórkiem i kredą, które z pewnością wyszły spod jego ręki.

## Główne dzieła

### Rzeźby
- Chrystus i niewierny Tomasz (1467–1483, brąz), z fasady florenckiego kościoła Orsanmichele[9]
- Dawid (ok. 1465[16], 1466 lub poł. lat 70. XV wieku[17], brąz, Museo Nazionale del Bargello we Florencji)[17]
- nagrobek kardynała Niccola Fortiguerri(inne języki) w katedrze w Pistoi (1476–1488)[9][18]
- nagrobki Piotra i Wawrzyńca Medyceuszy w bazylice San Lorenzo we Florencji (1469–1472)[9][10][19]
- pomnik konny Bartolomeo Colleoniego w Wenecji (1481, ukończony po śmierci Verrocchia przez Alessandra Leopardiego w 1496)[9][10][20]
- Popiersie damy z bukietem (również Dama z bukiecikiem[21], Dama z bukiecikiem kwiatów[22], ok. 1475–1480, Museo Nazionale del Bargello we Florencji)[23] – jako autor popiersia jest wymieniany również Leonardo da Vinci[24]
- Putto z delfinem(inne języki) (ok. 1470, brąz, Palazzo Vecchio)[8]
- sarkofag Kosmy Medyceusza (1470–1472, bazylika San Lorenzo)[25]
- Ścięcie św. Jana Chrzciciela (ok. 1477–1480, Museo dell’Opera del Duomo we Florencji) – płyta do srebrnego ołtarza baptysterium[26]

### Obrazy
- Chrzest Chrystusa (ok. 1472–1475[27] lub 1475–1478[28], Galeria Uffizi we Florencji)[27]
- Dziewica z Dzieciątkiem i dwoma aniołami (ok. 1475–1478, National Gallery w Londynie) – obraz namalowany wraz z Lorenzem di Credi[29].
- Głowa św. Hieronima (Galeria Palazzo Pitto)[8]
- Madonna z dzieciątkiem (ok. 1473–1475, Gemäldegalerie, Staatliche Museen zu Berlin)[30]
- Niedowiarstwo św. Tomasza (1463)[31]
- Św. Monika (Bazylika Santo Spirito we Florencji)[32]
- Tobiasz i Anioł (ok. 1468–1470[33] lub 1470–1475[34], National Gallery w Londynie[33]) – ryba, pies oraz włosy Tobiasza zostały prawdopodobnie namalowane przez Leonarda da Vinci[34][35][36]

## Galeria

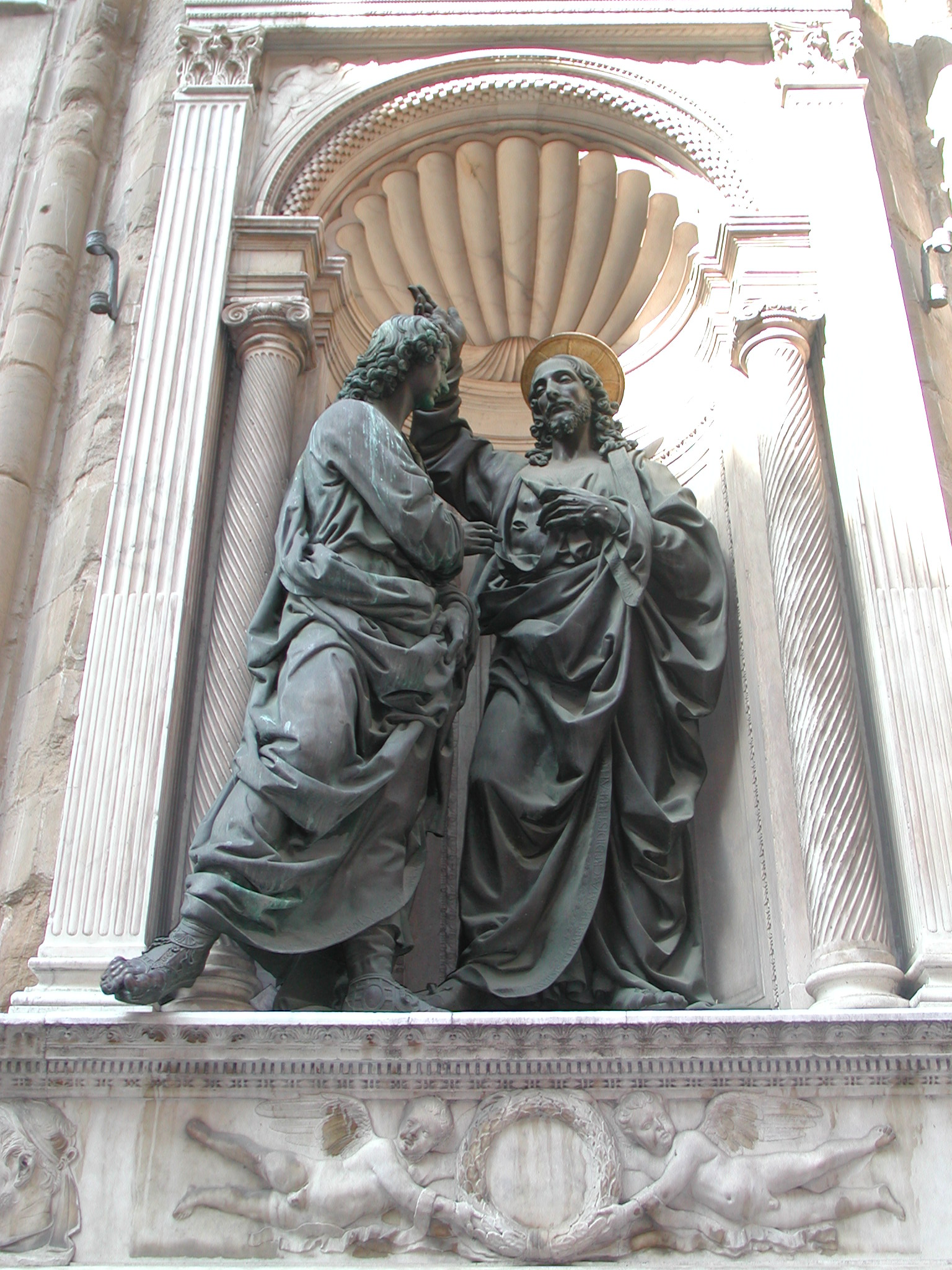
Chrystus i niewierny Tomasz
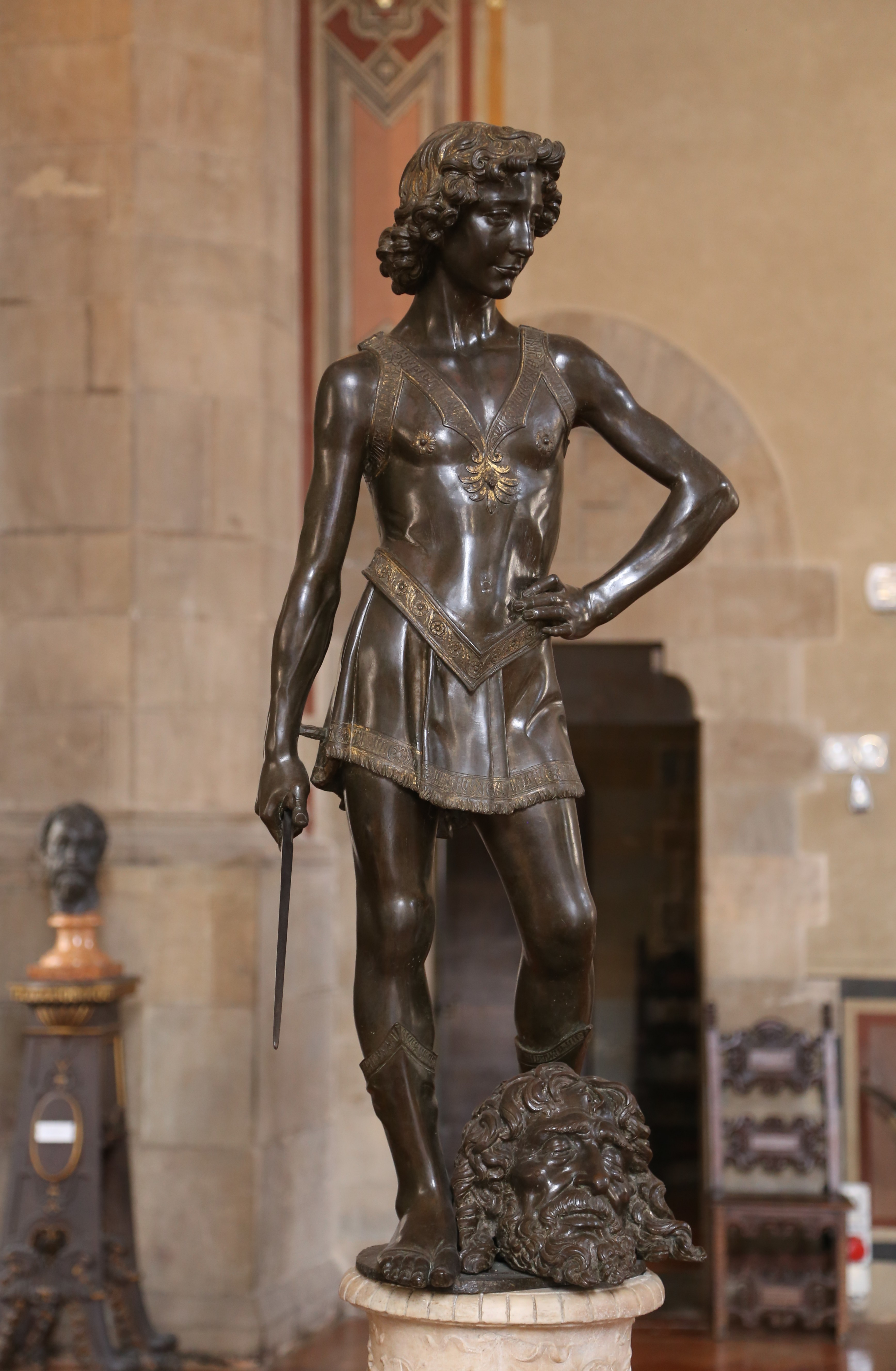
Dawid
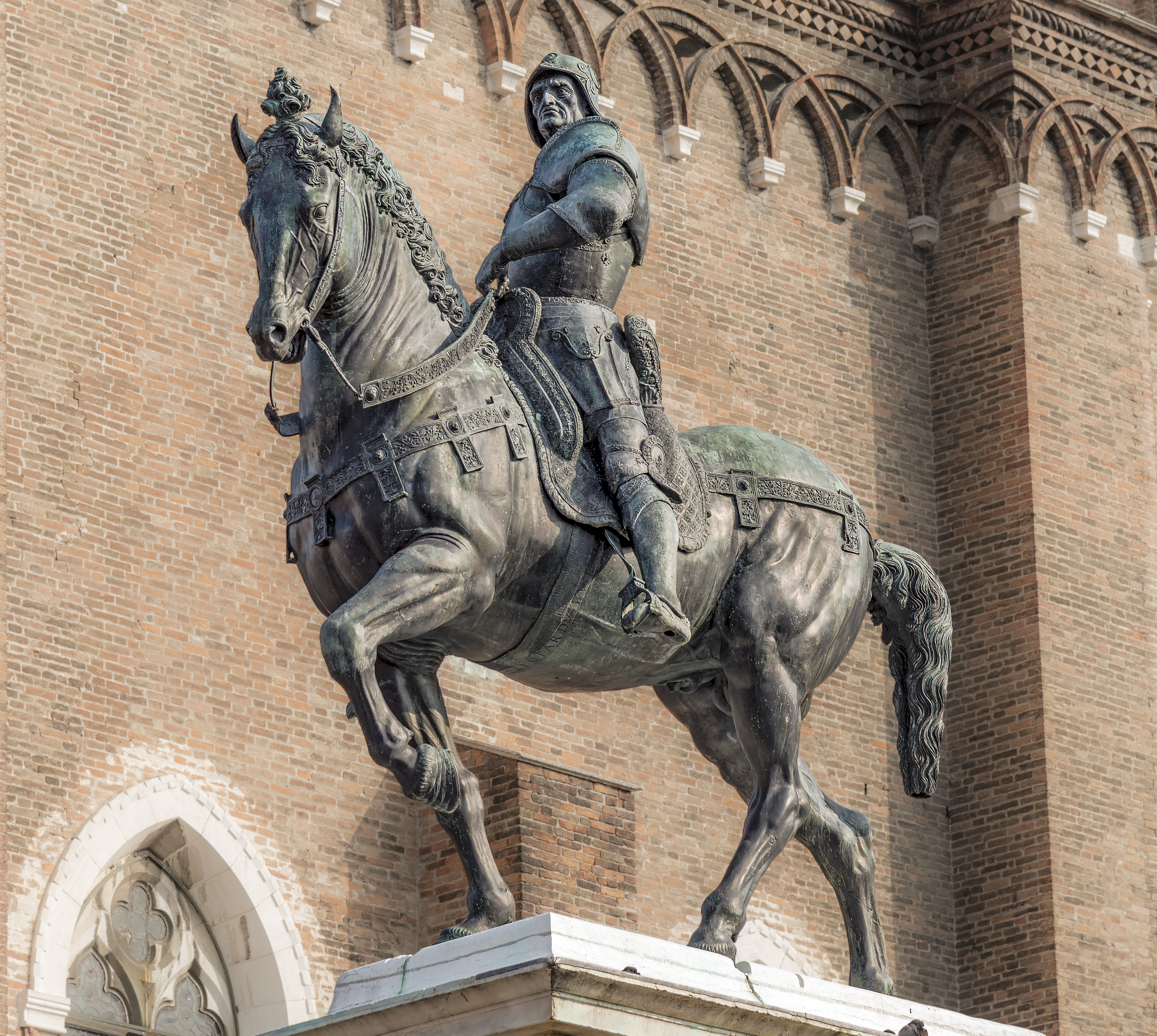
Pomnik Bartolomea Colleoniego
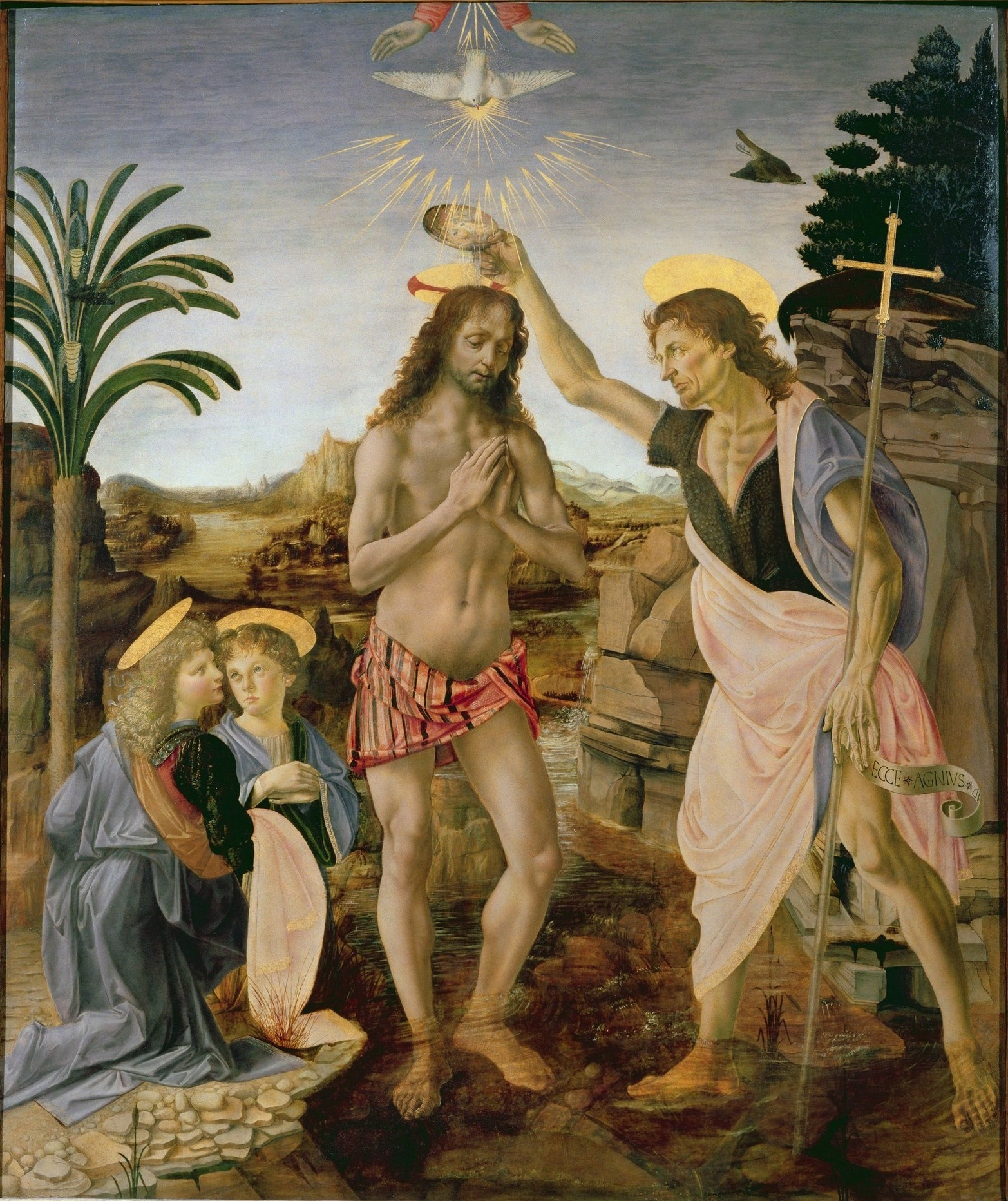
Chrzest Chrystusa
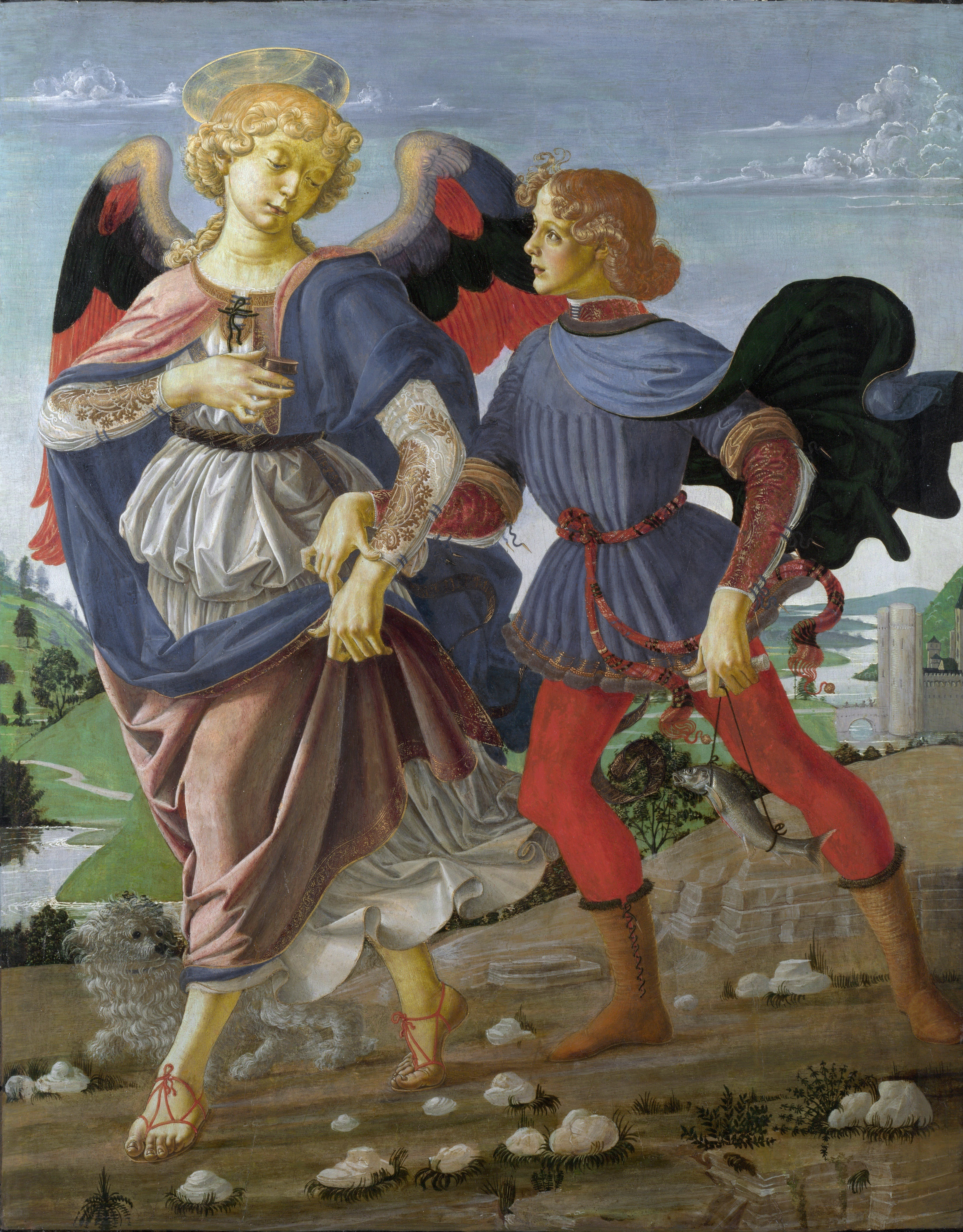
Tobiasz i Anioł